# Essa Mohamed al-Zenkawi
Essa Mohammed Gharib al-Zankawi (né le 17 octobre 1992) est un athlète koweitien, spécialiste du lancer de disque.

## Carrière
Il bat son record personnel à Manama pour remporter le titre des Championnats panarabes de 2015 en 63,22 m.
Lors des championnats d'Asie 2017, il termine 6e à Bhubaneswar.
Il est porte-drapeau du Koweït lors des Jeux asiatiques de 2018 à Jakarta. Il y remporte la médaille de bronze avec 59,44 m, derrière Ehsan Hadadi (65,71 m) et Mustafa al-Saamah (60,09 m).

## Palmarès
| Date | Compétition            | Lieu         | Résultat | Marque  |
| ---- | ---------------------- | ------------ | -------- | ------- |
| 2010 | Jeux asiatiques        | Canton       | 8e       | 54,19 m |
| 2011 | Championnats panarabes | Al-Aïn       | 2e       | 54,96 m |
| 2011 | Jeux panarabes         | Doha         | 6e       | 55,89 m |
| 2013 | Championnats d'Asie    | Pune         | 8e       | 56,96 m |
| 2015 | Championnats panarabes | Madinat 'Isa | 1er      | 63,22 m |
| 2015 | Championnats d'Asie    | Wuhan        | 2e       | 61,57 m |
| 2017 | Championnats panarabes | Radès        | 1er      | 59,75 m |
| 2017 | Championnats d'Asie    | Bhubaneshwar | 6e       | 58,28 m |
| 2018 | Jeux asiatiques        | Jakarta      | 3e       | 59,44 m |
| 2021 | Championnats panarabes | Radès        | 1er      | 60,25 m |
| 2023 | Championnats panarabes | Marrakech    | 1er      | 59,20 m |
| 2023 | Jeux panarabes         | Oran         | 2e       | 61,48 m |

## Records
| Épreuve | Épreuve   | Marque  | Lieu   | Date          |
| ------- | --------- | ------- | ------ | ------------- |
| Disque  | Plein air | 63,22 m | Manama | 27 avril 2015 |